# Noravank
Noravank (armeniska: Նորավանք och betyder "Nytt kloster") är ett kloster från 1200-talet, tillhörande Armeniska apostoliska kyrkan, som ligger 122 km från Jerevan i en smalt bergspass skapat av floden Amaghu, nära staden Yeghegnadzor, Armenien. Bergspasset är känd för sina höga, lodräta, tegelröda klippväggar omkring klostret. Klostret är mest känt för den två våningar höga S. Astvatsatsins kyrka, där man når andra våningen genom de smala stenar som sticker ut på utsidan av byggnaden. Klostret kallas ibland Amaghu-Noravank, där ordet Amaghu är namnet på en liten by som för inte så länge sedan fanns ovanför kanjonen, för att särskilja den från Bgheno-Noravank nära Goris. Under 1200- och 1300-talen var klostret residens för Syuniks biskopar och därmed också ett viktigt religiöst och senare kulturellt center i Armenien, nära sammankopplat med många lokala lärosäten, speciellt med Gladzor universitet och bibliotek.

## Historia
Noravank instiftades år 1205 av biskop Hovhannes, före detta abbot i Vahanavank. Klosterkomplexet omfattar S. Karapets kyrka, S. Grigors kapell med en entré med välvt tak samt S. Astvatsatsins kyrka (Heliga Guds moder). Ruiner efter olika civila byggnader och khachkarer finns både innanför och utanför områdets murar. Noravank var Orbeliandynastins furstar. Arkitekten Siranes och den anmärkningsvärde miniatyrmålaren och skulptören Momik arbetade här under senare delen av 1200-talet och i början av 1300-talet.

## Noravankkomplexet
Befästningsmurarna som omger komplexet uppfördes på 1600- och 1700-talen.

### Surb Astvatsatsins kyrka

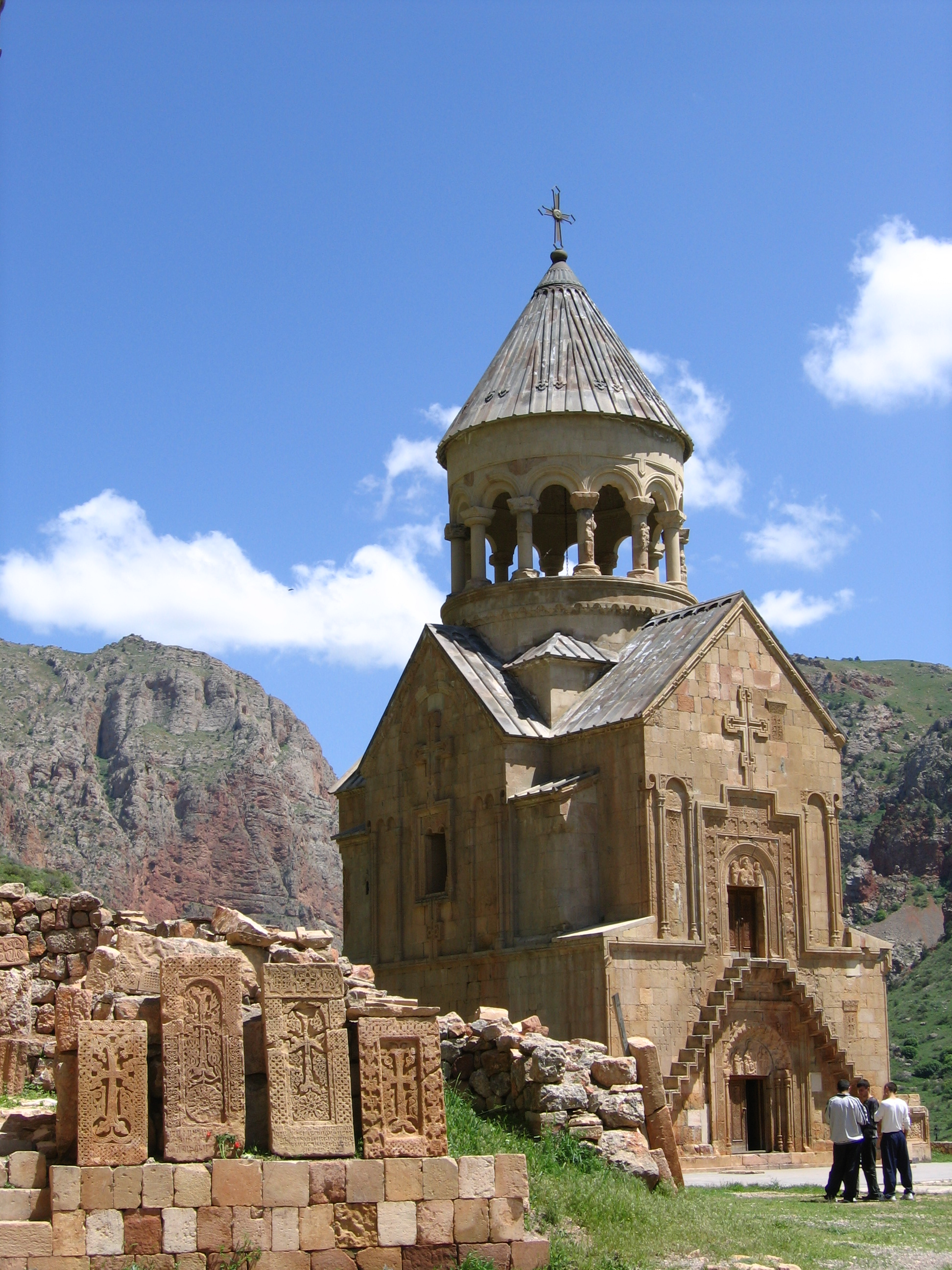
S. Astvatsatsins kyrka

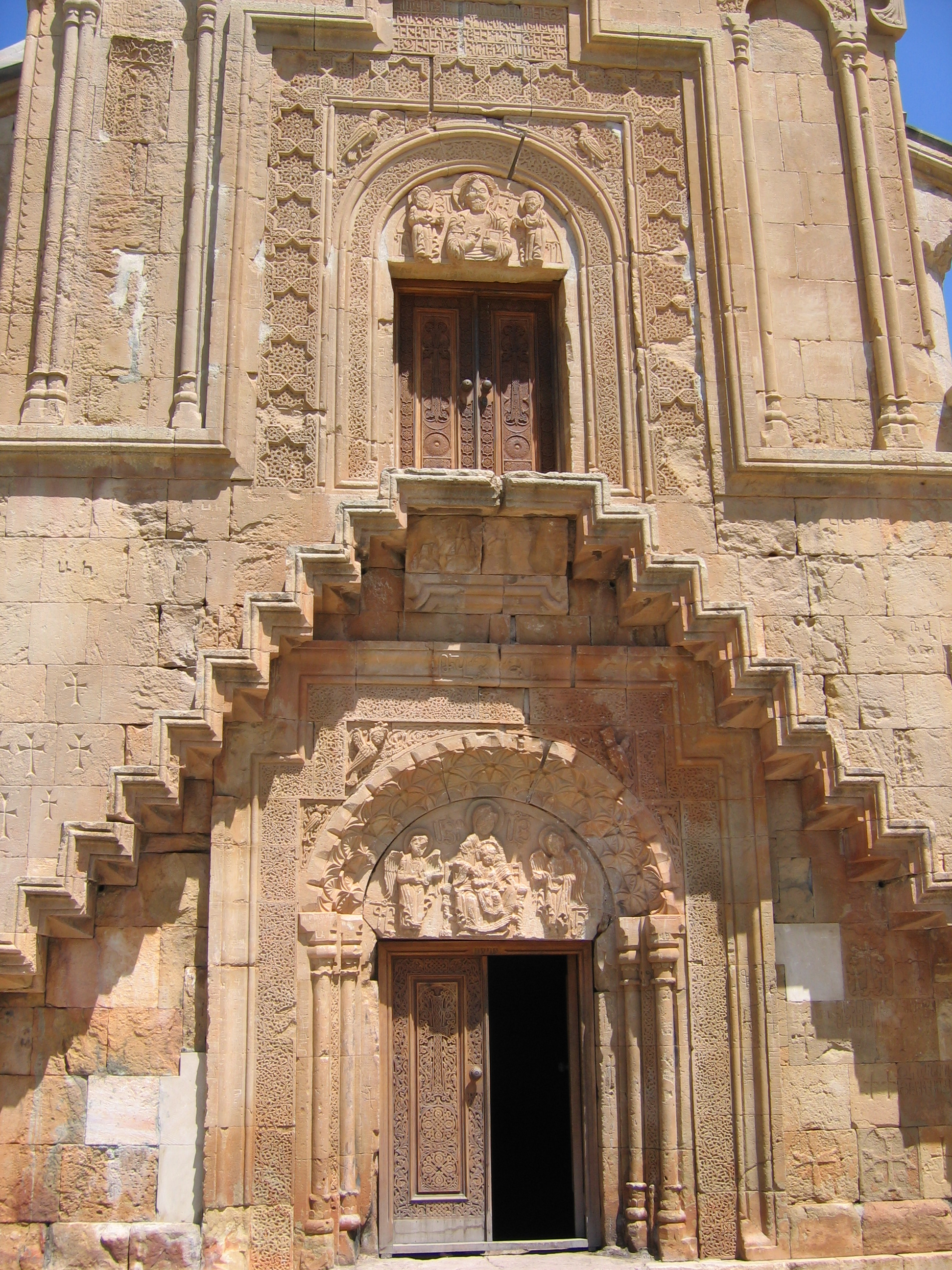
Fasaden till Surb Astvatsatsin

Den närmsta och största kyrkan är Surb Astvatsatsin (Heliga Guds moder), även kallad Burtelashen (Burtel-byggd) till furst Burtel Orbelian, dess finansiär, ligger sydost om Surb Karapets kyrka. Surb Astvatsatsin stod klar 1339, ett mästerverk av den talangfulle skulptören och miniatyrmålaren Momik, som ritade kyrkan, som kom att bli hans sista verk. Nära kyrkan finns hans gravkhachkar, litet och måttligt dekorerat, daterat samma år.
Senaste åren har det fallna taket täckts med ett vanligt valmat tak, men 1997 återuppbyggdes det trum- och koniska taket för att återspegla dess ursprungliga prakt som ännu intygas av slitna fragment. Golvet har genomarbetade gravar som tillhör Burtel och hans släkt. Smala steg som skjuter ut från den västra fasaden leder upp till ingången till kyrkan/oratoriet. Notera den vackra reliefskulpturen över dörrarna, Kristus tillsammans med Petrus och Paulus.
Burtelashen är ett mycket konstnärligt monument som påminner om de tornlika gravbyggnaderna från kristendomens första år i Armenien. Det är en minneskyrka. Dess rektangulära grundplan var ett gravvalv, och den första korsformade våningen var ett minnestempel krönt med en rotunda uppburen av kolonner.
Templet Burtelashen är det arkitektoniskt dominanta byggnadsverket i Noravank. En ursprunglig sammansättning med tre plan är baserad på den ökande nivåhöjden och kombinationen med en bastant botten, den uppdelade mitten och den halvöppna toppen. Av denna anledning är dekorationen blygsammast längst ner och rikare längst upp. Interiörens dekorationselement består av kolonner, små valv och profiler av band bildar kors med olika utformningar, medaljonger, fönster och dörrskivor.
Den västra portalen är extra väl utsmyckad. En viktig del av dekorationen består i konsoltrappan som leder upp till andra våningen med profilerade utskjutande steg. Dörrarna är inramade med breda rektangulära band med lister i den övre delen och kolonner, band och remsor med olika, mestadels geometriska, vacka och genomarbetade mönster.
Mellan det yttre bandet och den välvda inramningen av öppningarna finns avbildningar av duvor och sirener med krönta kvinnohuvuden. Sådana heraldiska reliefer var allmänt förekommande i Armenisk konst på 1300-talet och tidigare.
Dörrens tympanon är dekorerat med höga reliefer som visar, på bottenvåningen, Junfru Maria med Jesusbarnet och ärkeänglarna Gabriel och Mikael vid sidan om, i övre våningen, en halvlängdsavbildning av Kristus och bilder på apostlarna Petrus och Paulus. Till skillnad från relieferna i Noravanks sakristia är dessa snidade på en plan yta, vilket ger dem en större oberoende. Bilderna karakteriseras av sin mjuka form och betoningen av vissa detaljer i kläderna.
En grupp med Burtelashens grundare finns avbildad på tre kolonner i västra delen av rotundan. Bilden består av relieffigurer av Jungfru Maria med barnet, sittande på en tron och två stående män i rik klädsel, en av dem håller en modell av templet.

### Surb Karapets kyrka

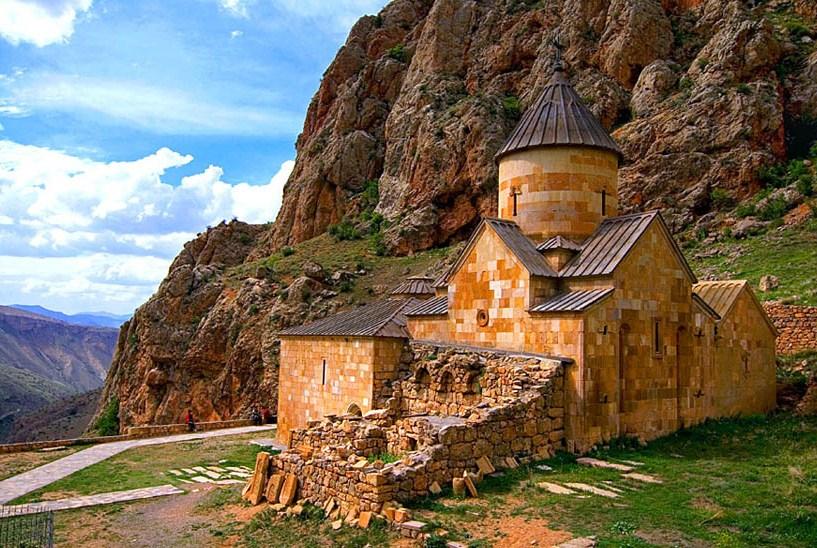
Surb Karapets kyrka

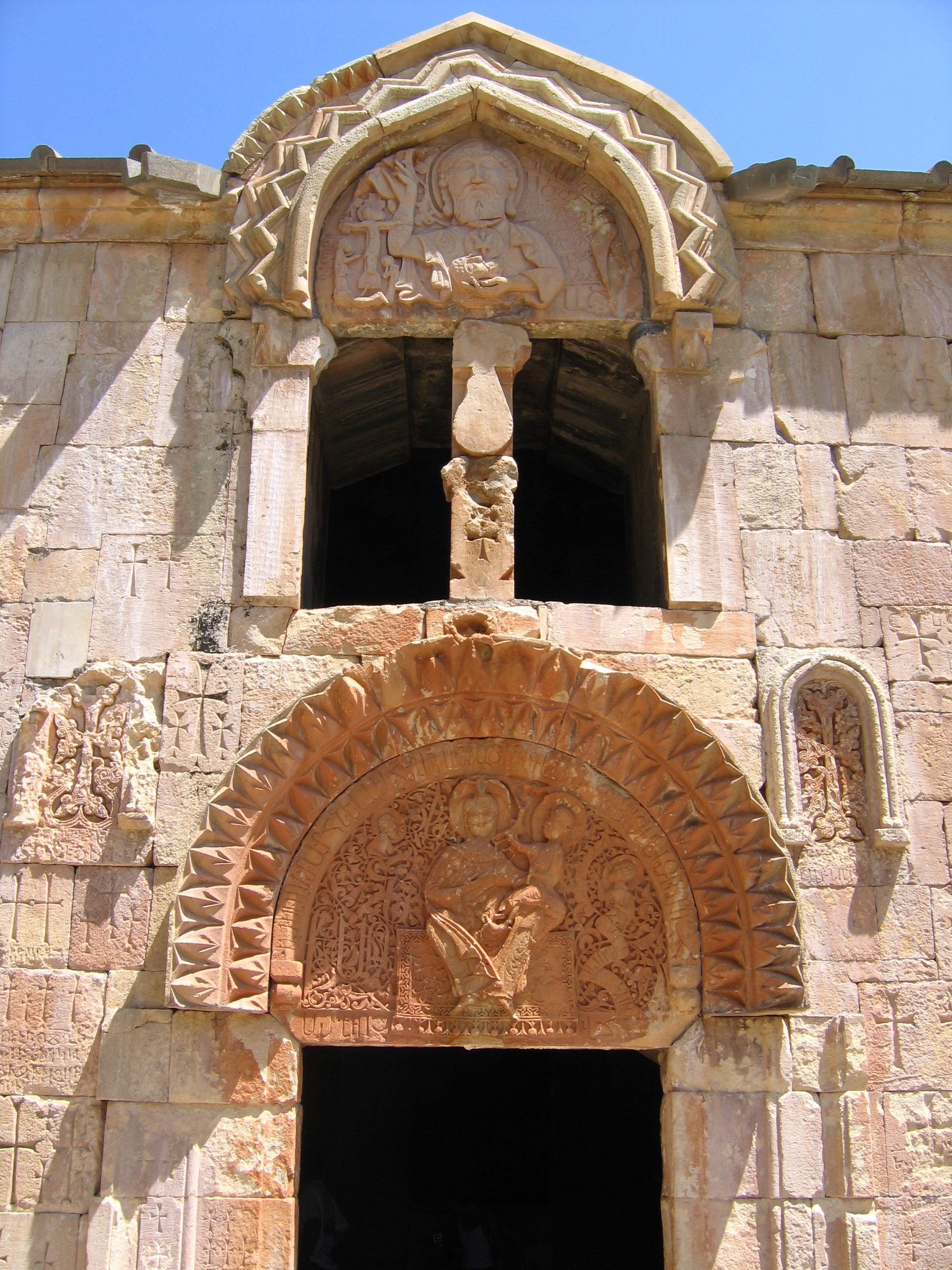
Fasaden till Surb Karapets kyrka med avbildningen av Gud Fader överst.

Den andra kyrkan är Surb Karapets kyrka, men ett kors i en kvadrat förärat med en uphöjd kupol byggd 1216-1227, alldeles norr om ruinerna till den ursprungliga Surb Karapet, som förstörts i en jordbävning. Kyrkan byggdes genom ett påbud av furst Liparit Orbelian.
1340 förstörde en jordbävning kupolen till kyrkan, men 1361 rekonstruerades den av arkitekt Siranes. 1931 förstördes åter kupolen av en jordbävning. 1939 reparerades taket och murarna och återställdes 1998 med stöd av en Armenisk-Kanadensisk släkt.
Som ett västra förrum är det en imponerande gavit från 1261, dekorerad med enastående khachkars och en serie gravstenar på golvet. Notera ristningarna på utsidan av överstycket. I kyrkan finns furst Smbat Orbelians mausoleum. Gaviten var troligen en med fyra pelare. 1321 fick byggnaden ett nytt tak, troligen efter att en jordbävning förstört det. Det nya fick formen som ett enorm stentält med horisontella indelningar, som en imitation av de typiska trätak på böndernas hus. Detta gjorde byggnaden ganska annorlunda från andra armeniska monument av samma slag. Innertaket har fyra rader med konsoler som bildar ett stalaktitvalv med en kvadratisk ljusöppning längst upp.
Den breda utskjutande gördeln över halvkolonnerna, de djupa nischerna med khachkarer och det låga tältliknande taket är nästan helt utan dekorationer och ger den svagt upplysta interiören ett dystert utseende.
Exteriörens dekorationer finns huvudsakligen på fasadens västsida där också byggnadens ingång ligger. Den halvcirkulära byggnadens tympanon, som inramas av två rader med treklöver och en inskription, är fylld med ornament och har en bild på Maria med Jesusbarnet flankerat av två helgon. Ornamenteringen har också stora bokstäver sammanflätade med löv och blommor. Junfru Maria sitter på ett orientaliskt sätt med barnet. Mönstret på mattans syns med hängande tofsar. I Siuniks tempel från 1200- och 1300-talen var Mariakulten vida spridd. Hon avbildades i reliefen och många kyrkor tillägnades henne.
Den spetsiga tympanum till tvillingfönstret över dörren är dekorerad med en unik relief som avbildar den stor-hövdade och skäggiga Gud Fader som med stora mandelformade ögon välsignar krucifixet med sin högra hand och håller Adams huvud med en duva — den helige ande — över detta. I högra hörnet av fönstrets tympanum finns en serafduva; utrymmet mellan den och bilden på Gud Fader är fylld med en inskription.

### Surb Grigors kapell

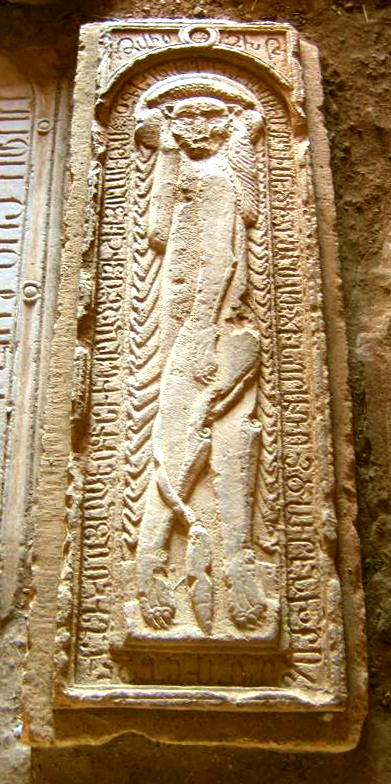
Elikum Orbelians grav

Sidokapellet till Gregorius Upplysarens kyrka lades till av arkitekten Siranes intill Surb Karapets norra kyrkmur år 1275. Kapellet innehåller flera av Orbeliansläktens gravar, däribland oerhört välsnidade gravstenar med lejon/människor från 1300 som täcker graven till Elikum, son till furst Tarsayich Orbelien. Den anspråkslösa byggnaden har ett rektangulärt plan med ett cirkelformat altare samt ett välvt tak på en murbåge. Ingången har ett välvt tympanon som är dekorerad med kolonner och altarabsiden flankeras av khachkars och avbildningar av duvor i reliefen.

### Khachkars
Komplexet har flera ännu hela khachkarer. Det mest genomarbetade av dem alla är ett khachkar från 1308 av Momik. Utmärkande bland den utskurna bakgrunden är ett stort kors även en sköld-format rosett och framträdande åttauddigaa stjärnor vertikalt placerade på dess sidor. Toppen av khachkaret avbildar en Deësisscen inramad av fempassbågar som symboliserar en pergola som ges av bakgrundsornamenten med blommor, frukter och vinblad.

## Ett framtida världsarv
1996 blev Noravank med Amaghoudalen uppsatt på Armeniens förhandslista (tentativa lista) över landets planerade världsarvsnomineringar.

## Bildgalleri

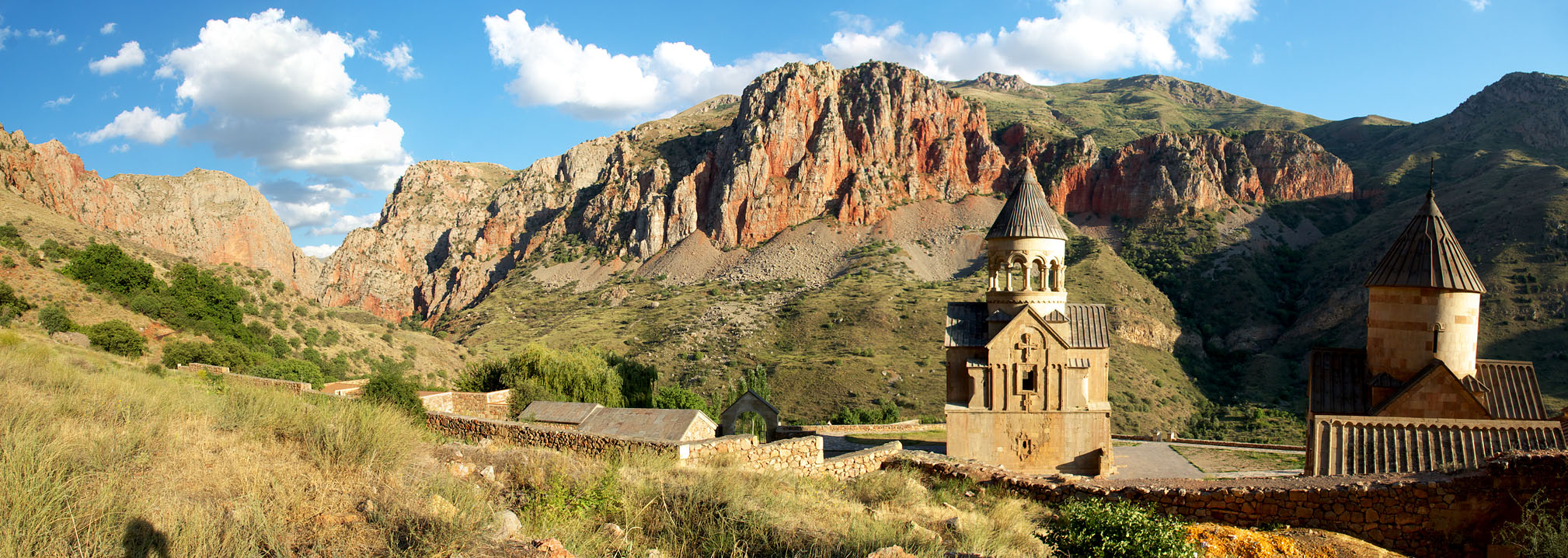
Panorama över Noravank och Amaghudalen

Noravank Monastery Complex
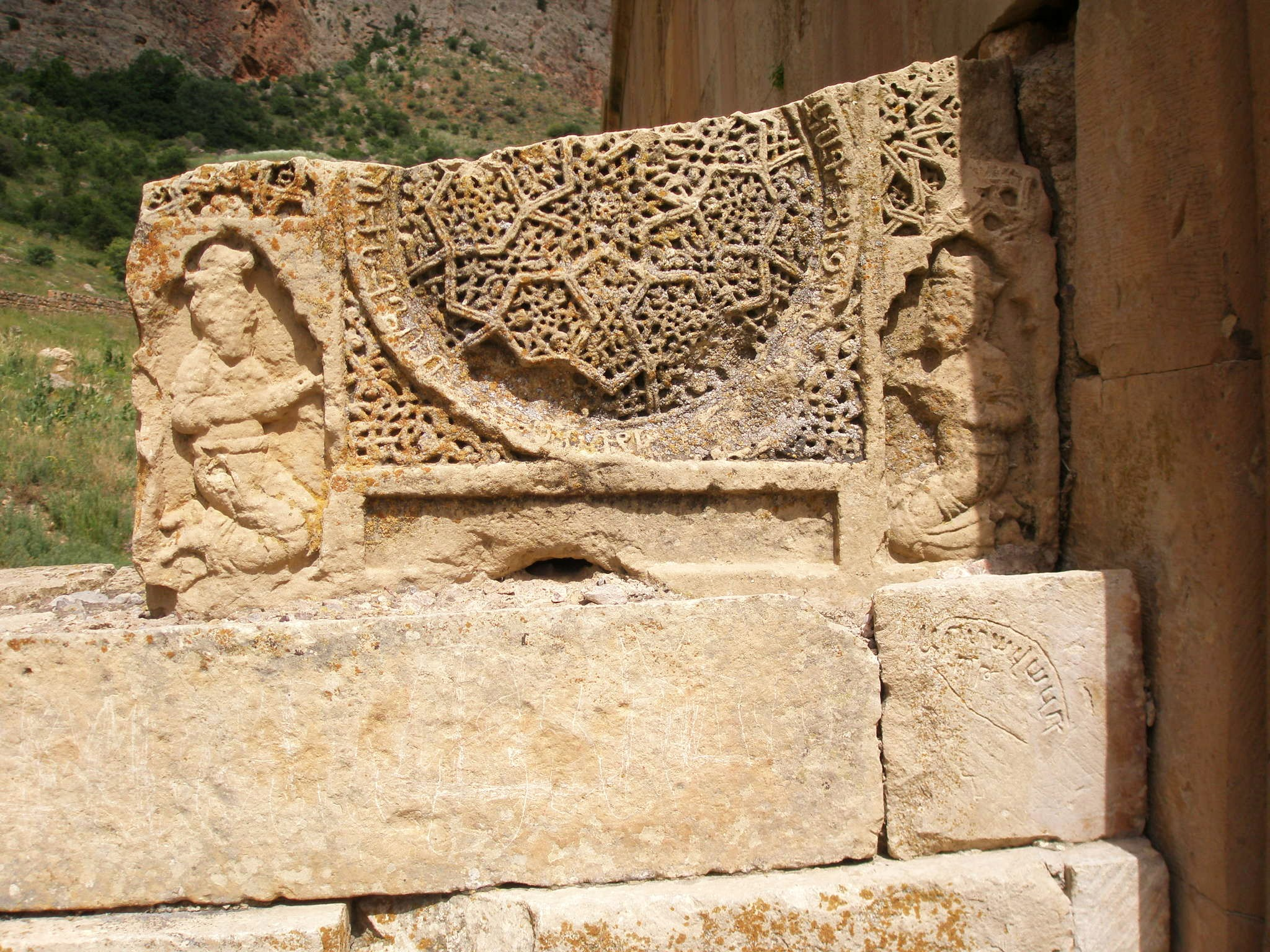
Nederdelen av en khachkar till vänster om  Astvatsatsins kyrka
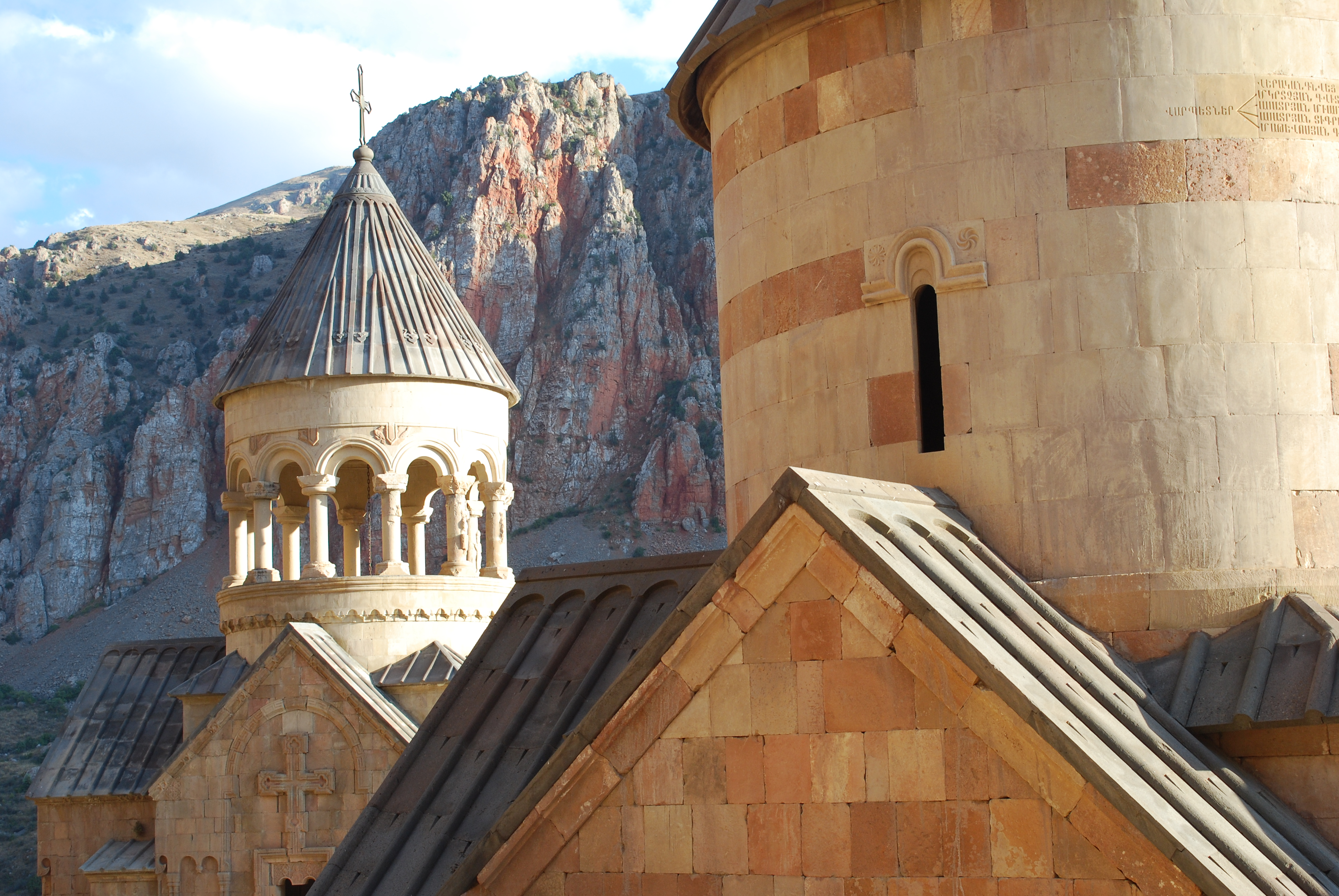
Kyrkorna Surb Astvatsatsin och Surb Karapet
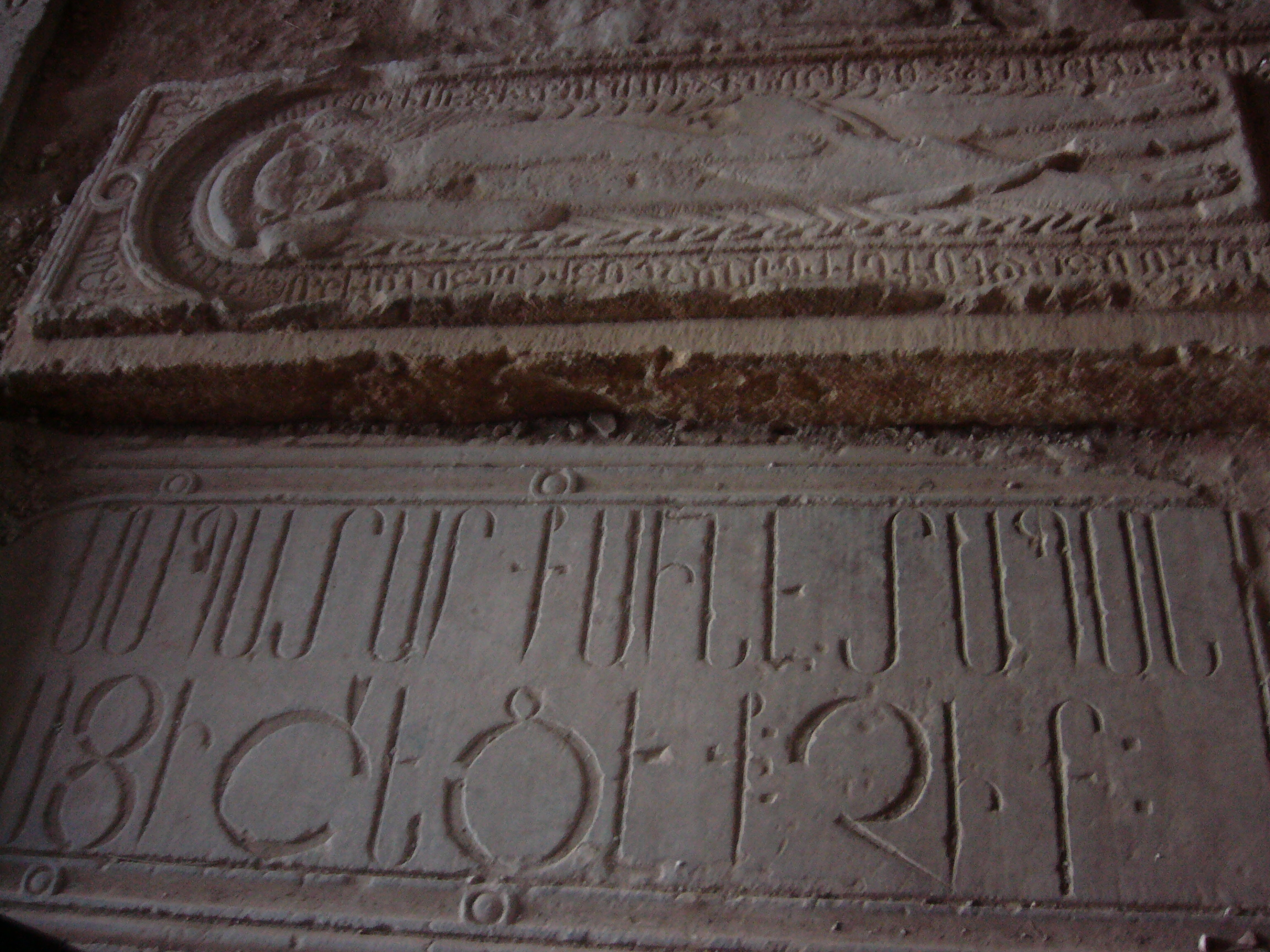
Graverade gravstenar efter Smbat och Elikum III Orbelian, inne i Surb Grigors kapell
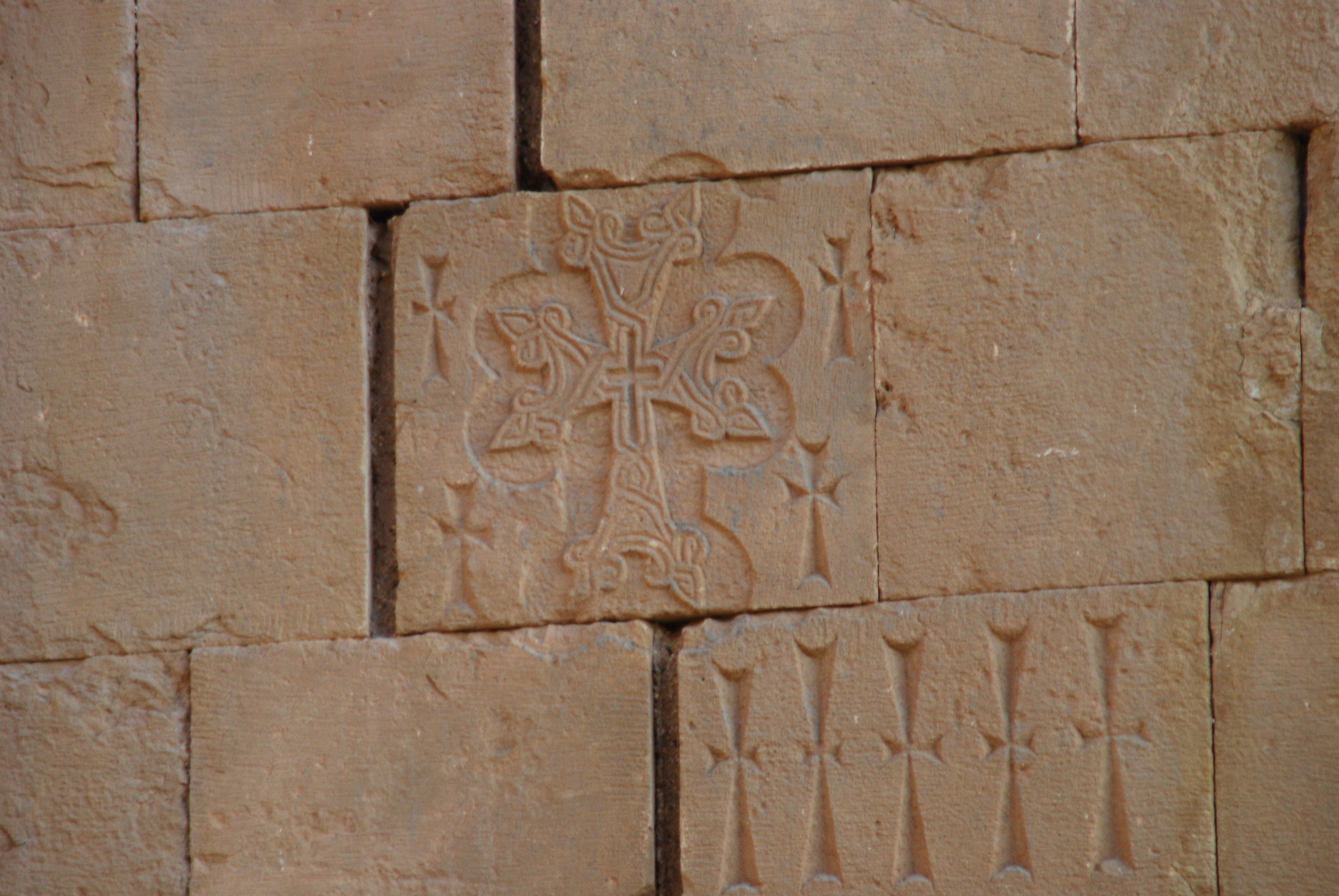
Korsdekoration på väggen i Astvatsatsins kyrka
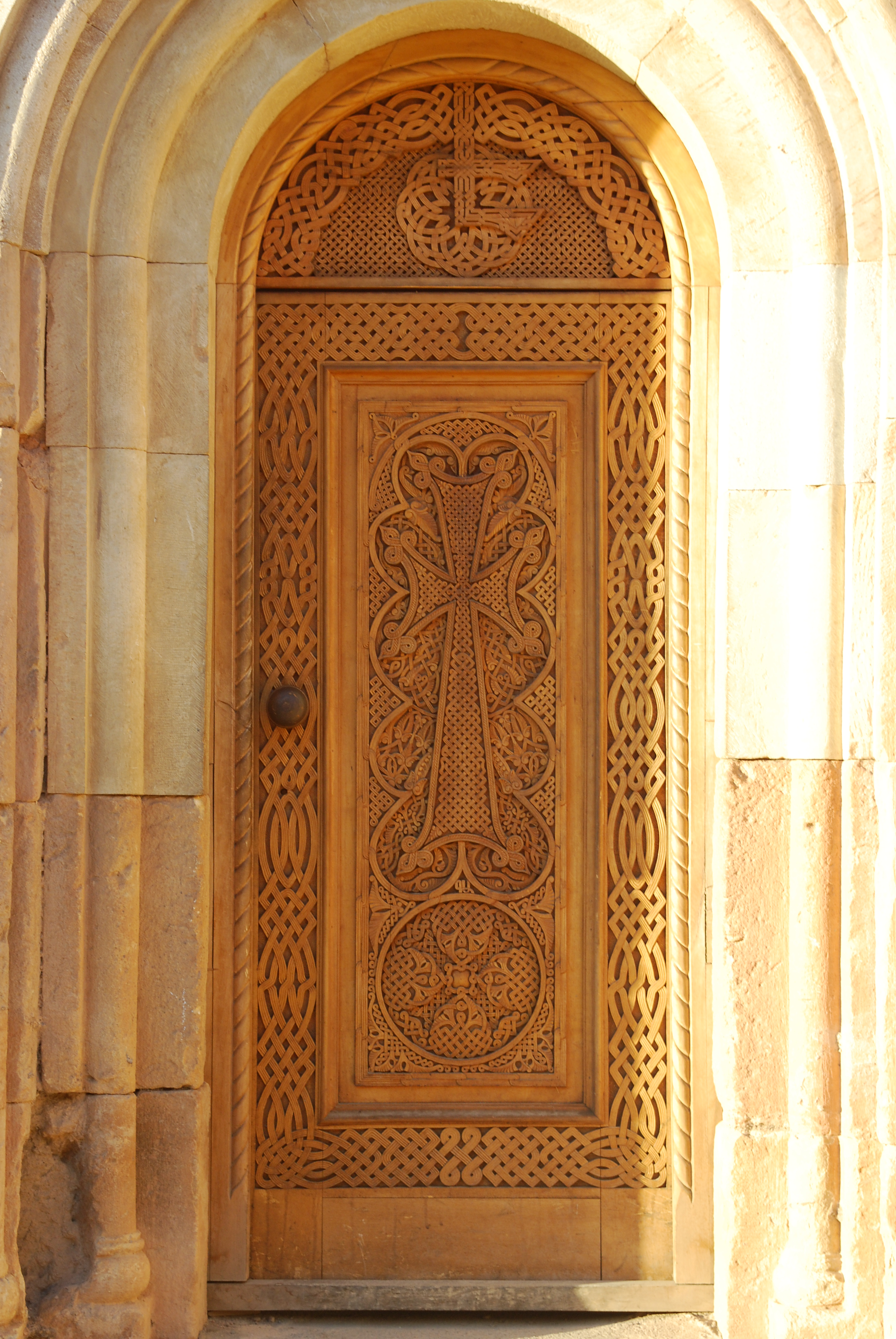
Södra ingången till Surb Karapets kyrka
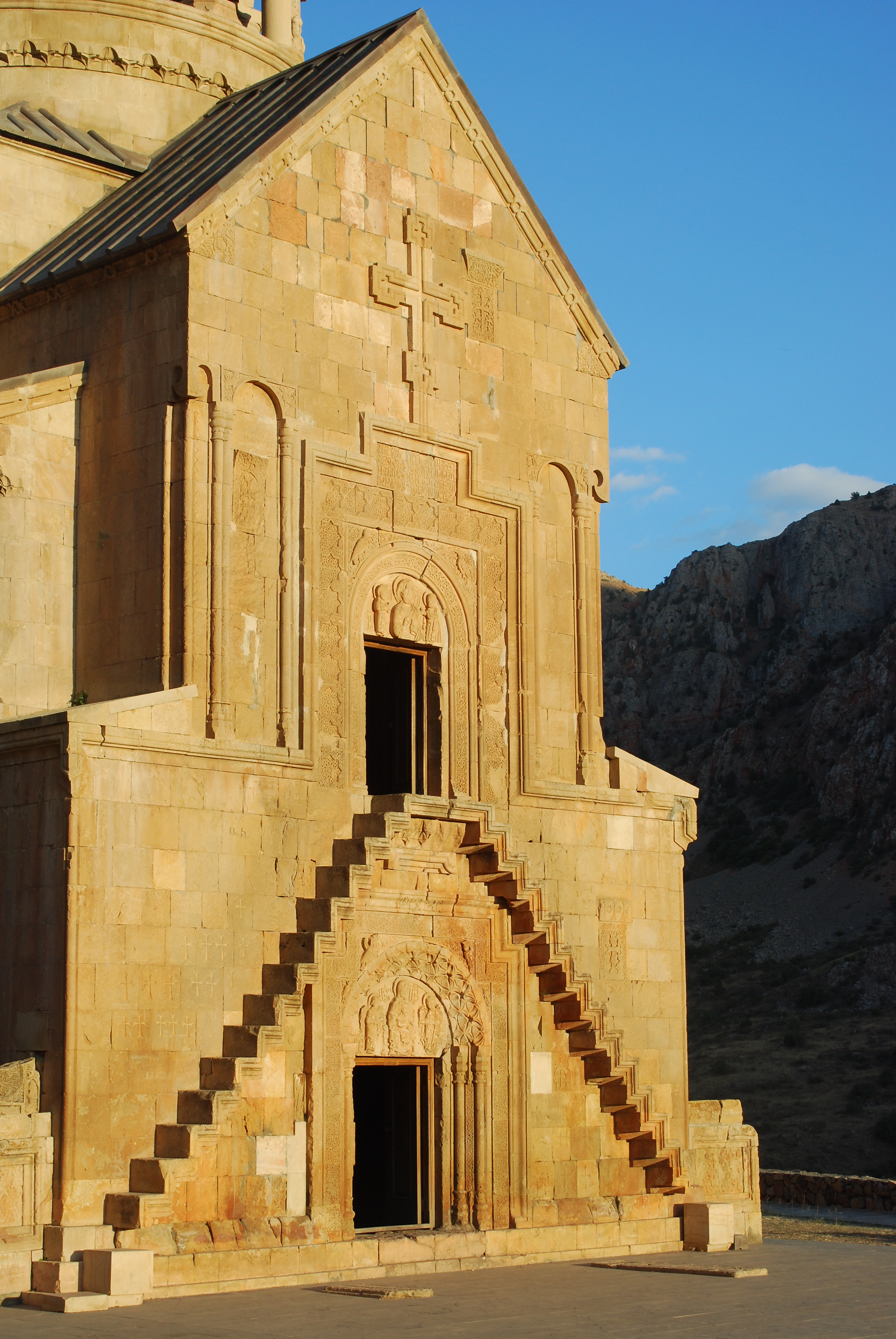
Ingången till Astvatsatsins kyrka
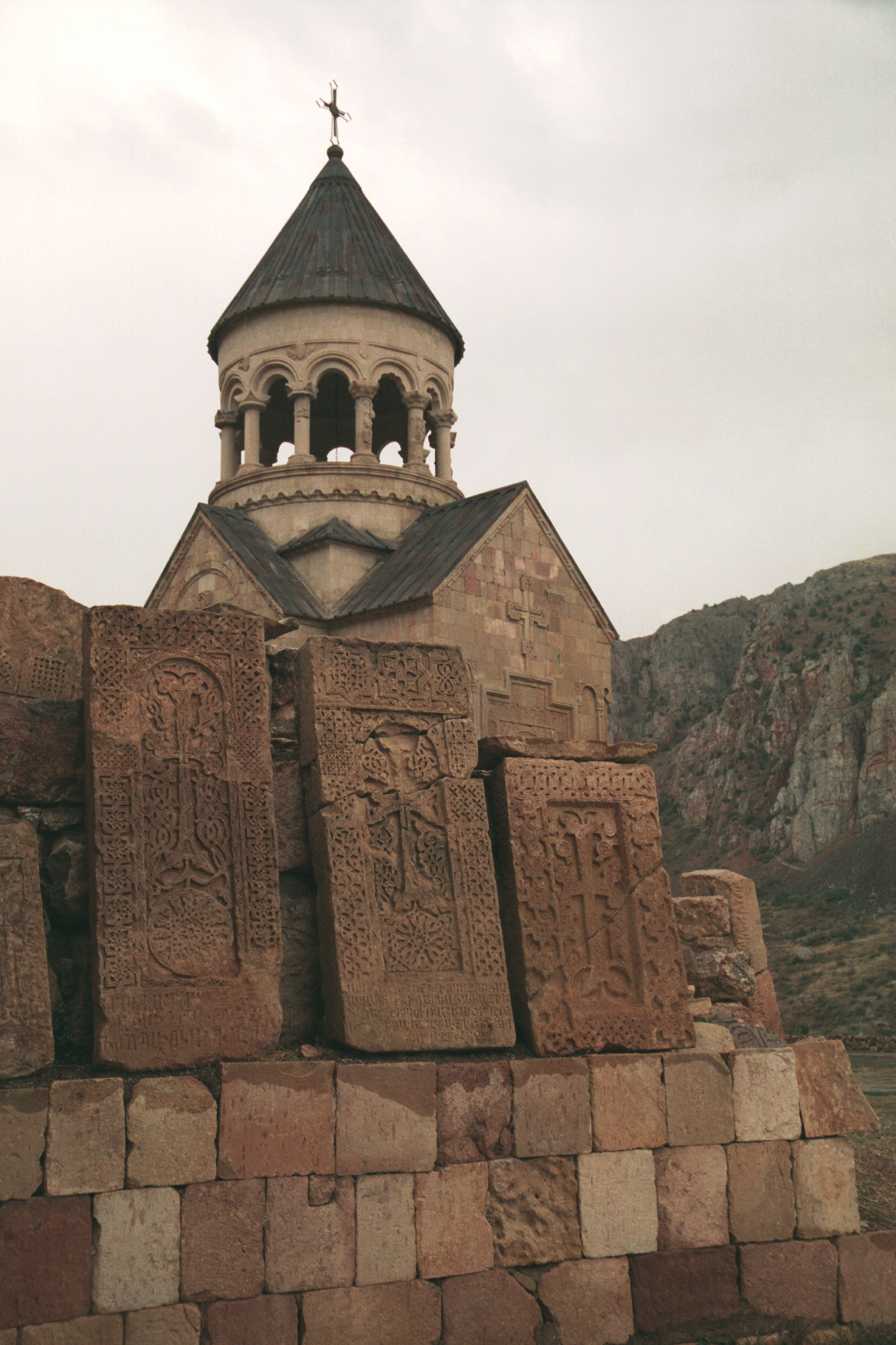
Khachkars i Noravank
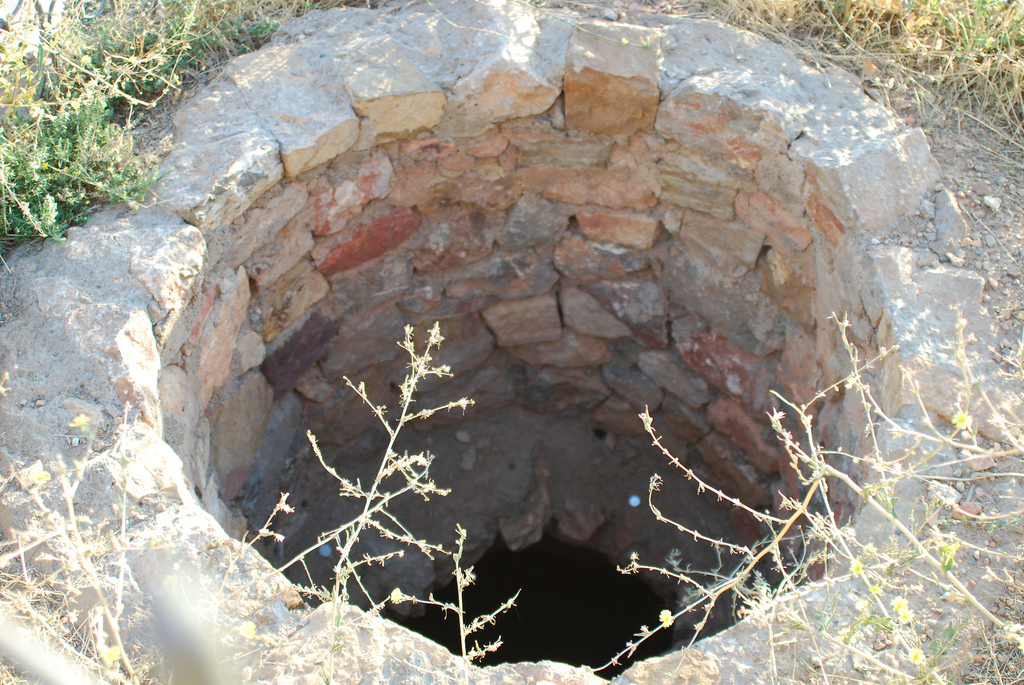
Hålet
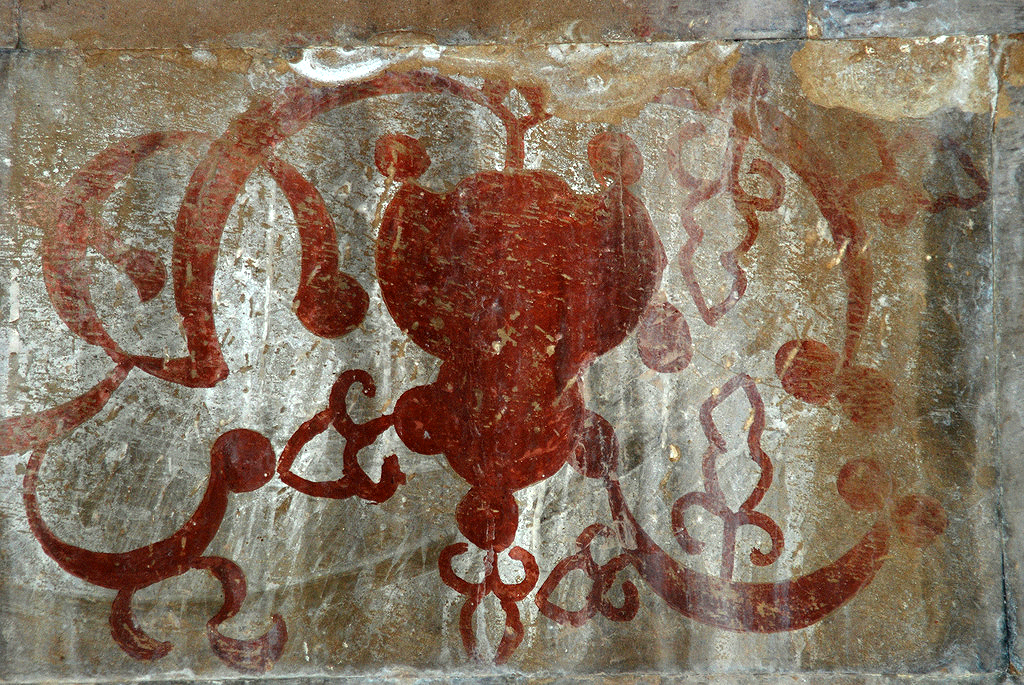
Vordan Karmirs röda ordnament på Surb Grigorkapellets innertak
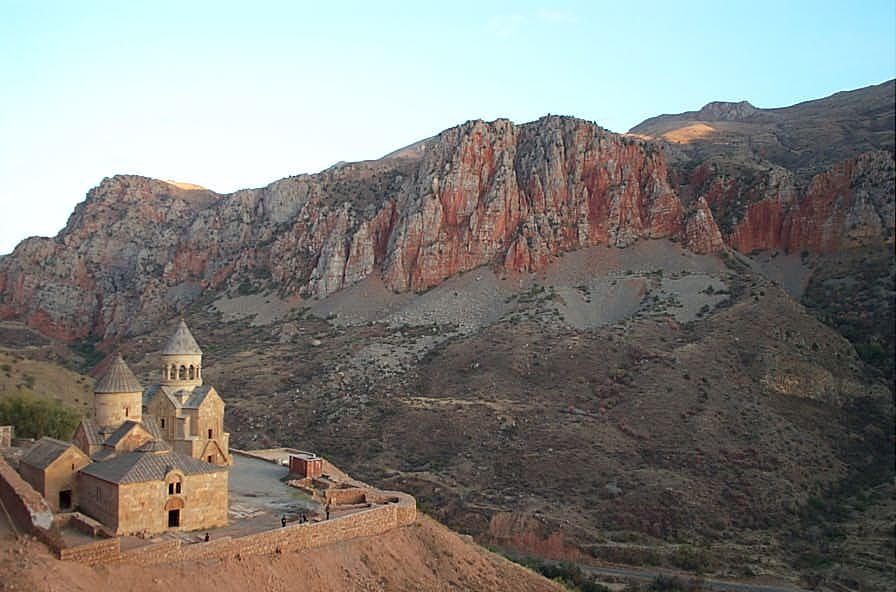
Flygfoto över Noravank